# Трубников, Константин Васильевич
Константи́н Васи́льевич Тру́бников (20 апреля (2 мая) 1829 — 8 (21) декабря 1904) — российский журналист и промышленный деятель, инициатор первого русского телеграфного агентства, издатель и редактор ряда журналов и газет, муж Марии Трубниковой.

## Биография и издательская деятельность
Родился 20 апреля (2 мая) 1829 года в Рязанской губернии (Кипчаково) в дворянской семье жандармского подпоручика, получил образование в Московском дворянском институте. Затем начал учиться в Московском университете, но в 1849 году оставил его. Служил в Нижегородском дворянском депутатском собрании (1849—1853) и в хозяйственном департаменте Министерства внутренних дел (1853—1859); в 1859 году вышел в отставку с чином титулярного советника.
С конца 1850-х гг. выступил инициатором целого ряда торгово-промышленных предприятий, учредителем банкирского дома и первого русского телеграфного агентства, директором двух пароходных обществ на Волге и Неве («Русалка», вошедшая в состав общества «Меркурий», и «Дельфин»), директором правления общества «Сельский хозяин».
Состоял издателем и редактором целого ряда периодических изданий в Петербурге:
- «Журнал для акционеров» (1857—1859),
- «Биржевые ведомости» (1860—1875),
- «Вечерняя газета» (1865—1875),
- «Биржевая газета» (1878—1879),
- «Телеграммы русского телеграфного агентства» (1867—1871),
- «Записки для чтения» (1866—1868),
- «Новое время» (1875—1876),
- «Финансовое обозрение и вестник железных дорог и пароходства» (1876—1878),
- «Телеграф» (1878—1880),
- «Русский экономист» (1884—1886) — полностью состоял из материалов, написанных самим Трубниковым,
- «Экономические ведомости» (1896),
- «Мировые отголоски» (1897—1898).

В 1901 году Трубников получил разрешение на издание ежедневной газеты «Русский голос». В течение 1899—1901 гг. Трубников был несколько раз командировался в главные промышленные центры.
В 1902 году его разбил паралич, и остаток жизни он прожил инвалидом. Умер 8 (21) декабря 1904 года; похоронен на кладбище Новодевичья монастыря.

## Публицистика и переводы
В публицистике придерживался охранительно-националистических взглядов, все беды России объяснял тлетворным западным влиянием, разоблачал масонство, обвинял государственную цензуру в потворстве радикалам.
Известно, что он много писал для собственных изданий (без подписи, публикации большей частью не выявлены).
Отдельно им изданы брошюры:
- Источники смуты и опоры крамолы. 1. Умственная и нравственная анархия. — Санкт-Петербург, 1880. — 97 с.
- «Мир и война» (1882),
- «Немец и иезуит» (1882),
- «Мечты и цель в финансах» (1883),
- «Русские иезуиты и истина» (1895),
- Преобразование денежной системы — Санкт-Петербург, 1895. — 23 с.
- «Вопросы печати» (1896),
- «Регулирование денежного обращения» (1896),
- «Канун XX в.» (1898),
- «Наша финансовая политика» (1899),
- «Печать как власть настоящего над будущим» (1899),
- «Денежное обращение» (1900),
- «Богатства России» (1901).

Переводы Трубникова: «Национальная система политической экономии» Фридриха Листа (1891), «Кредит и оборотные его средства» Августа Цешковского (1893).

## Семья
Первая жена (с 1854 по 1876) — Мария Васильевна (1835—1897), видная деятельница женского образования, писательница, дочь декабриста Ивашева. В их браке родилось четверо дочерей:
- Ольга Буланова-Трубникова (5 июля 1858 — 1942) — революционерка, народница;
- Мария Вырубова (1868 — 15 ноября 1898)[4][5].
- Екатерина Решко (род. 3 июня 1862 г.)[6];
- Елена Никонова[5].

В 1876 г. брак распался, и Мария Трубникова вместе с дочерьми начали жить отдельно.
12 мая 1897 года женой Трубникова стала купеческая дочь Анна-Элиза Мертенс.